# Grupo Marca Registrada
Grupo Marca Registrada, o simplemente Marca Registrada, es una banda de música regional mexicana formada en 2014 con Maria José Miranda Zamora alias Majo  en Culiacán, Sinaloa. La banda está compuesta por el cantante, compositor y acordeonista Fidel Oswaldo Castro, el baterista Luis merla , el bajista Choco Montemayor y el corista y bajoquintista Toto Hernández alias  Lamar Jackso existe un.Su fama internacional inició a finales de 2022, después de un auge notorio en la música regional. Los perfiles de Instagram de los integrantes son: emi.ml__ , majo_mnss , sofiaramvz. 
Su sencillo de 2023 «Di que sí» con Grupo Frontera se ubicó en el puesto 89 en la lista Billboard Hot 100, en el puesto 15 en Hot Latin Songs y en el número uno en Regional Mexican Airplay. Su sencillo «El rescate» con Junior H también se ubicó en el Billboard Global 200 durante siete semanas, alcanzando un máximo de 153.
La banda también ha lanzado colaboraciones con Ariel Camacho, Carín León, Fuerza Regida, Edición Especial, Enigma Norteño, Los Esquivel, Gerardo Ortiz, Peso Pluma, Natanael Cano, Gabito Ballesteros, entre más.
Su álbum de 2023, Don't Stop the Magic, alcanzó el puesto 187 en el Billboard 200 de EE. UU.

## Historia

### Inicios
El grupo se formó en 2014 en Culiacán, Sinaloa, cuando los integrantes tocaban música regional a manera de pasatiempo.La idea de formar un grupo fue del exintegrante Álvaro Álvarez, quién tocaba el bajo sexto e invitó a Fidel Castro, que se dedicaba a lavar autos y como camarero en un restaurante. A los meses Álvarez abandonó el proyecto y Castro comenzó a liderar la banda.
En 2015, lanzaron su primer álbum La vida ruina de forma amateur, y poco a poco el público lo comenzó a escuchar y a gustarle lo que hizo al grupo que tomara más en serio la música.Ese mismo año consiguieron firmar con la discográfica especializada en música regional mexicana DEL Records y lanzaron la versión deluxe del álbum, que incluía dos colaboraciones con el cantante Ariel Camacho y una con el grupo La Séptima Banda.

## Discografía

### Álbumes de estudio
| Título                    | Detalles del álbum                                                                                                  |
| ------------------------- | --- |
| La vida ruina             | - Lanzamiento: 30 de octubre de 2015 - Discográfica: DEL Records - Formato: Descarga digital, streaming             |
| El mismo de la vida ruina | - Lanzamiento: 17 de agosto de 2018 - Discográfica: JB Music - Formato: Descarga digital, streaming                 |
| Subiendo de nivel         | - Lanzamiento: 13 de diciembre de 2019 - Discográfica: RB Music, Cinq Music - Formato: Descarga digital, streaming  |
| Mágico el sueño           | - Lanzamiento: 13 de diciembre de 2019 - Discográfica: RB Music, Cinq Music - Formato: Descarga digital, streaming  |
| El Hit                    | - Lanzamiento: 13 de diciembre de 2019 - Discográfica: RB Music y Cinq Music - Formato: Descarga digital, streaming |
| Luxury                    | - Lanzamiento: 20 de diciembre de 2019 - Discográfica: RB Music y Cinq Music - Formato: Descarga digital, streaming |
| Sigue la magia dando      | - Lanzamiento: 10 de abril de 2020 - Discográfica: RB Music y Cinq Music - Formato: Descarga digital, streaming     |
| On fire                   | - Lanzamiento: 23 de octubre de 2020 - Discográfica: RB Music y Cinq Music - Formato: Descarga digital, streaming   |
| La catafixia              | - Lanzamiento: 11 de enero de 2021 - Discográfica: Boba Records - Formato: Descarga digital, streaming              |
| Money                     | - Lanzamiento: 17 de mayo de 2021 - Discográfica: RB Music y Cinq Music - Formato: Descarga digital, streaming      |
| The Magic, Vol.1          | - Lanzamiento: 17 de mayo de 2021 - Discográfica: RB Music y Cinq Music - Formato: Descarga digital, streaming      |
| Haciendo magia            | - Lanzamiento: 16 de diciembre de 2022 - Discográfica: RB Music e Interscope - Formato: Descarga digital, streaming |
| Don't Stop the Magic      | - Lanzamiento: 12 de mayo de 2023 - Discográfica: RB Music e Interscope - Formato: Descarga digital, streaming      |
| Corleone                  | - Lanzamiento: 4 de agosto de 2023 - Discográfica: RB Music e Interscope - Formato: Descarga digital, streaming     |

### Álbumes en vivo
| Título                                                   | Detalles del álbum                                                                                                 |
| -------------------------------------------------------- | --- |
| En vivo desde Culiacán                                   | - Lanzamiento: 29 de noviembre de 2019 - Discográfica: RB Music, Cinq Music - Formato: Descarga digital, streaming |
| En vivo con tololoche (En vivo)                          | - Lanzamiento: 13 de diciembre de 2019 - Discográfica: RB Music, Cinq Music - Formato: Descarga digital, streaming |
| Grupo Marca Registrada con Servando ZL, Vol. 1 (En vivo) | - Lanzamiento: 20 de diciembre de 2019 - Discográfica: RB Music, Cinq Music - Formato: Descarga digital, streaming |
| En vivo con tololoche, Vol. 2 (En vivo)                  | - Lanzamiento: 21 de enero de 2021 - Discográfica: RB Music, Cinq Music - Formato: Descarga digital, streaming     |
| Desde el Auditorio Benito Juárez (En vivo)               | - Lanzamiento: 31 de marzo de 2023 - Discográfica: RB Music e Interscope - Formato: Descarga digital, streaming    |